# Pieter Nicolaes Spierinckx

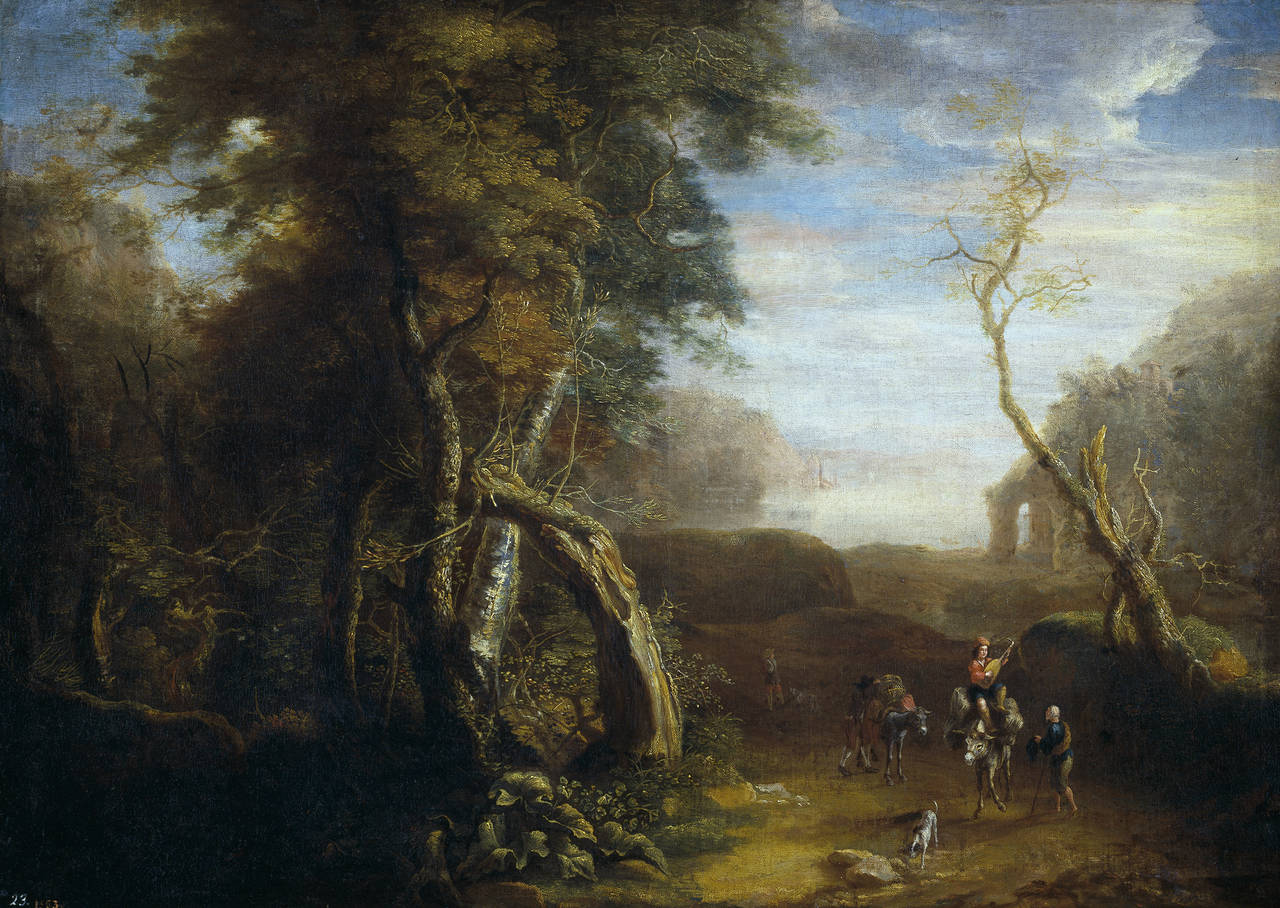
Paisatge d'Itàlia, Museu del Prado

Pieter Nicolaes Spierinckx (Anvers, 1635 - 1711) va ser un pintor barroc flamenc, especialitzat en pintura de paisatges.

## Biografia
Es va formar a Itàlia, on va viure diversos anys i va rebre la influència de Claude Lorrain, Paul Brill i Salvator Rosa. La seva obra barreja la tradició flamenca amb el colorit i la lluminositat de la pintura italiana. Va treballar en col·laboració amb Pieter Ykens, que elaborava les figures dels seus quadres. Els seus paisatges destaquen per la finesa del traçat, la composició monumental i cert aire pintoresc atorgat als seus ambients. Es conserven dues obres seves al Museu del Prado, Paisatge d'Itàlia i Paisatge amb ventorrillo i aqüeducte romà.